# Front-de-cuivre
Front-de-cuivre (en russe : Медный лоб, Mednyï lob) est un personnage qui apparaît, sous divers noms et aspects, dans certains contes slaves orientaux (russes, biélorusses, ukrainiens), et qui a été étudié par Vladimir Propp. Il se rapproche du personnage de l'homme sauvage des traditions d'Europe occidentale.

## Le conte
Le personnage et les contes qui s'y rattachent font l'objet de l'entrée AT 502 (The Wild Man), dans la classification Aarne-Thompson. Le code et l'intitulé restent inchangés dans la classification Aarne-Thompson-Uther en 2004.

### Structure générale
Si on laisse de côté les variantes, fioritures et contaminations diverses, on peut ramener le conte slave oriental au noyau approximatif suivant :
- un tsar est amené à capturer Front-de-cuivre et à le garder enfermé ;
- le jeune fils du tsar, à la recherche d'une flèche, ou d'une balle, entre en contact avec le prisonnier, qui parvient à le persuader de le libérer en dérobant les clés de la cage (prison) ;
- le tsar, découvrant la fuite de son captif, se met en colère et fait exiler son fils, en compagnie d'un valet ;
- chemin faisant, le valet, par la menace (refusant de le laisser sortir d'un puits), obtient du prince un échange de vêtements, et par là de rôles, avec lui ;
- le prince et le valet arrivent à la cour d'un tsar étranger, qui reçoit le faux prince avec égards, tandis que le faux valet est envoyé travailler aux cuisines, ou aux écuries ;
- toutefois, la fille du tsar étranger remarque le soi-disant valet et le trouve à son goût ;
- le prince se voit imposer des tâches difficiles, qu'il surmonte grâce à l'aide de Front-de-cuivre ;
- une guerre éclate avec un pays voisin ; le prince participe aux combats où il s'illustre incognito, toujours aidé par Front-de-cuivre ;
- le faux prince cherche à s'attribuer le mérite de la victoire (et à obtenir la main de la princesse) ;
- mais la princesse reconnaît, sous l'apparence du valet, le véritable héros et raconte la vérité à son père ;
- le tsar étranger accorde la main de sa fille au prince, et fait châtier l'imposteur.

### Rapprochements littéraires
Barag et Novikov signalent des rapprochements avec la saga islandaise intitulée Heimskringla et avec la Geste des Danois de Saxo Grammaticus (Livre I). Le thème apparaît surtout sous une forme très proche au XVIe siècle dans Les Nuits facétieuses de Straparola : Guerrin, fils du roi de Sicile, délivre un homme sauvage emprisonné par son père.
Delarue et Tenèze proposent une version nivernaise de L'Homme sauvage dans Le Conte populaire français. Ils signalent aussi que certaines versions bretonnes remplacent le personnage de l'homme sauvage par un oiseau merveilleux (ce que certaines versions russes transmettent également), ou nomment Merlin "l'être capturé" ; ils indiquent une interaction possible avec l'histoire de Valentin et Orson. Stith Thompson, dans The Folktale, indique que le conte-type, représenté dans les Contes de Grimm par le conte KHM 136[Quoi ?] (Der Eisenhans ou « L'Homme-de-Fer »), est essentiellement européen (en fait, le conte de Grimm relève également d'AT 314 ; le motif du garçon qui voit son doigt, puis ses cheveux, devenir dorés pour avoir désobéi à l'homme sauvage, est le plus souvent absent des contes russes ; on en trouve toutefois un écho dans le conte L'Homme d'or, résumé plus bas). Thompson remarque aussi la proximité du thème de l'homme sauvage avec le conte-type AT 532 (« Je ne sais pas »), limité à une zone restreinte d'Europe de l'Est.
Un conte similaire figure dans les Contes populaires de Basse-Bretagne, recueillis par François-Marie Luzel, sous le titre Le Murlu ou l'Homme sauvage. Luzel note lui-même le rapprochement avec le conte de Straparola. On trouve également quelques analogies dans le conte suivant du même recueil, Le capitaine Lixur ou le Satyre (ledit Satyre hantant « la forêt des Ardennes »), ainsi que dans Le Magicien Ferragio (voir autres références).

## Le personnage

### Dénomination
Propp utilise le nom de Front-de-cuivre de façon générique : en fait, seul un conte parmi ceux qu'il a étudiés (celui d'Ontchoukov) porte ce nom. Le personnage s'avère multiforme et semble agréger de nombreuses traditions antérieures, remontant à l'Antiquité ou plus loin, mais toujours associées d'une façon ou d'une autre au thème de l’homme sauvage ; les récits étudiés comportent manifestement un certain nombre de constantes.
En russe, mednyï lob se dit d'une personne stupide et obstinée, et serait un calque d'une expression française, « front d'airain ». Cette expression figure elle-même dans l'Ancien Testament (Isaïe, 48.4) : « Sachant que tu es endurci, Que ton cou est une barre de fer, Et que tu as un front d'airain (…) », même si la Bible ne fait pas partie des références de Propp. Ce sens explique que l'expression se retrouve également associée au personnage du loup, traditionnellement considéré comme brutal et stupide, dans d'autres contes russes n'entrant pas dans le champ de l'étude de Propp.

### Un personnage protéiforme

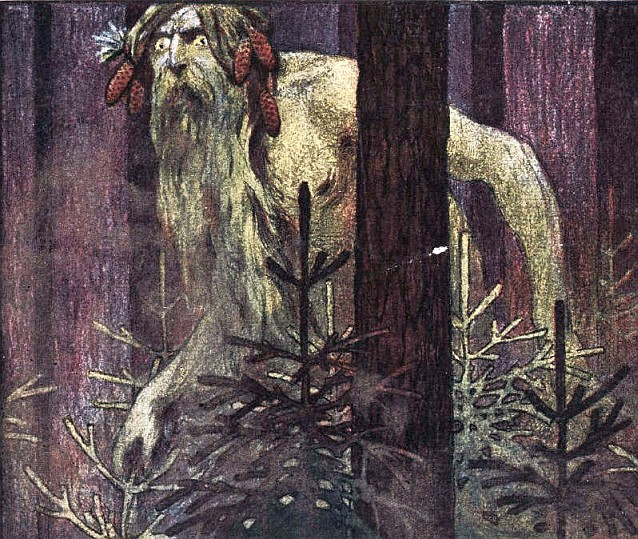
Une représentation du léchiï, l'homme des bois.

Selon les contes, le personnage apparaît sous un nombre surprenant de formes différentes. Il est présenté alternativement comme :
- un « homme des bois », ou un géant ;
- un « petit homme » (décrit comme « étonnant », ou « gros comme le poing ») ;
- un homme caractérisé par un aspect métallique : homme au front de cuivre et au ventre d'étain, homme d'or, voleur en fer, Vieux de cuivre (« aux bras de fer, à la tête de fonte ») ;
- le Tourbillon[10], ou Kochtcheï, ou un monstre ou un tsar invisible ailé ;
- un oiseau extraordinaire.

Dans tous les cas, bien que se laissant initialement enfermer contre son gré, il s'avérera disposer de pouvoirs magiques, ainsi que ses filles (ou ses sœurs). Il habite éventuellement sous terre, ou dans une isba, ou bien on ne sait rien de son habitat/existence.

### Le rôle du personnage
Il s'agit toujours d'un auxiliaire et/ou d'un donateur qui, après avoir persuadé le jeune prince (Ivan-tsarévitch) de le libérer, lui viendra ultérieurement en aide par différents moyens magiques.
Selon les cas, Front-de-cuivre a commis un méfait initial (saccager un champ, voler des pommes d'or) ou non (il est découvert par hasard, ou à la suite d'une trahison). Parfois, le conte commence alors que Front-de-cuivre est déjà captif, sans que l'on sache pourquoi.

## L'analyse de Propp

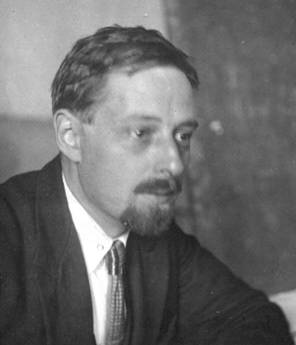
Vladimir Propp en 1928.

Vladimir Propp consacre un sous-chapitre entier de son ouvrage Les Racines historiques du conte merveilleux au thème de Front-de-cuivre. Il se base sur plusieurs collections de contes (Afanassiev, Khoudiakov, A. M. Smirnov, Ontchoukov, Karnaoukhova) ainsi que sur des études de Bolte et Polivka, Aleksandr Vesselovsky, Ivan Tolstoï, A.N. Kharouzine, J.G. Frazer, Josselin de Jong. Les rapprochements effectués par Propp et ses prédécesseurs sont rappelés en note par Barag et Novikov dans l'édition de 1984 des Contes d'Afanassiev (édition suivant celle de 1958 due à V. Propp).

### Les animaux reconnaissants
Propp établit avant tout un parallèle avec le thème des animaux reconnaissants (qui font l'objet du conte-type AT 160). Dans les contes, ceux-ci se mettent au service du héros qui les a épargnés ; Front-de-cuivre fait de même parce que le héros l'a libéré. 

### Animaux totémiques et mythes
En s'appuyant sur la version 67a d'Afanassiev, qui lui paraît plus « complète », Propp remarque que celui qui capture l'homme des bois cherche à acquérir son pouvoir sur les bêtes sauvages de la forêt (et non pas seulement sa « connaissance », comme le pense Bolte, même s'il semble apparenté au personnage de l'enchanteur dispensant sa science), et suppose qu'il s'agit d'un animal anthropomorphe. Il établit un parallèle avec les animaux totémiques, eux aussi maintenus en captivité et nourris ; à la suite de Bolte, il rappelle les mythes antiques ou médiévaux de Midas ordonnant la capture du satyre Silène, de Numa et du Faune, de Salomon et Asmodée, de Rodarch et Merlin, etc. S'appuyant aussi sur des mythes amérindiens, Propp compare le conte aux mythes : le mythe suggère que cet être révèle aux hommes des secrets de l'univers et chante des chansons merveilleuses, élément absent du conte ; en revanche, la notion de pouvoir sur les animaux est propre au conte et serait alors plus ancienne que le mythe.

### De la chasse à l'agriculture

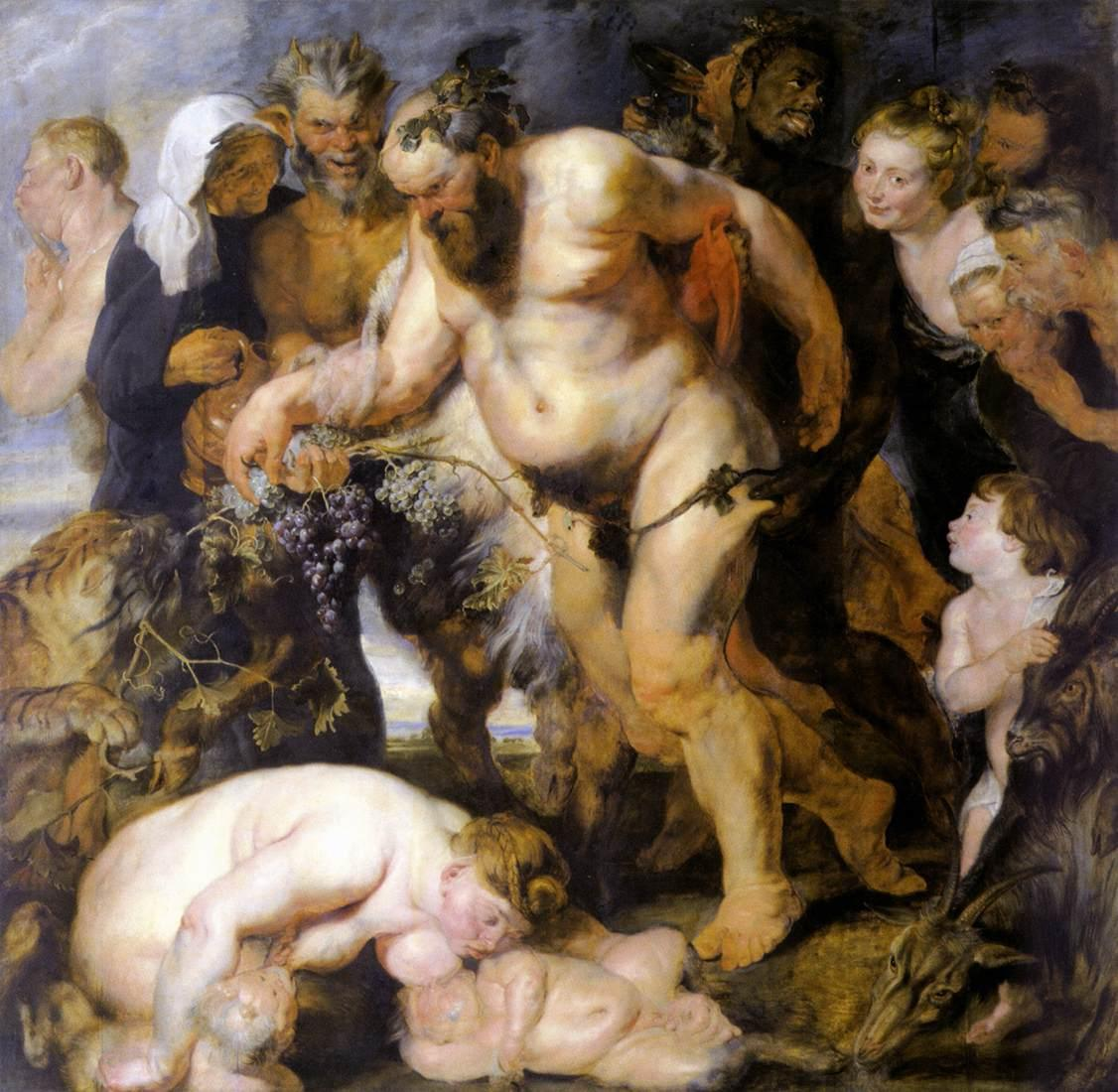
Silène ivre par Pierre Paul Rubens, Alte Pinakothek de Munich.

Pour lui, il s'agit clairement d'une figure très ancienne, sylvestre et en rapport avec la chasse : le Maître de la forêt. Fonctionnellement, il serait proche de Baba Yaga, qui vit elle aussi dans la forêt et est également un auxiliaire et un donateur surnaturel. Cet être sylvestre mythique, antérieur à l'apparition de l'agriculture, se serait trouvé en opposition avec la religion agraire, et dès lors aurait commencé à être considéré comme un être monstrueux et redoutable, quoique maladroit (il dévaste les semailles, mais est capturé par des paysans). Dans la mythologie grecque, il correspond au silène, ou au satyre ; le fait que le monstre soit souvent vaincu par l'ivresse du vin fait écho aux légendes antiques (rapportées par Maxime de Tyr ou Ovide notamment), comme l'ont mentionné Ivan Tolstoï et A. Vesselovsky.

### Métal ou feu?
En revanche, Propp ne considère pas que le lien entre Front-de-cuivre et le métal soit réellement pertinent. Il suggère en premier lieu que la mention du cuivre renvoie à la couleur jaune, et par là indirectement à l'or, notant d'ailleurs que certains contes parlent d'un « homme d'or ». L'allusion, dans certaines versions, aux cheveux d'or du héros lui paraît se rattacher à la légende du roi Midas, qui se vit transformer tout ce qu'il touchait en or. Mais ce thème de l'or serait lui-même relativement récent, s'étant substitué à celui du feu ; Propp évoque à ce sujet la légende du forgeron Wieland de la mythologie germanique (vivant de chasse dans les bois, capturé par le roi Nidgod, ou Nidud, et s'échappant grâce à des ailes qu'il s'était fabriquées – plusieurs contes russes mentionnent le personnage sous la forme d'un oiseau, et en particulier de l'Oiseau de feu).

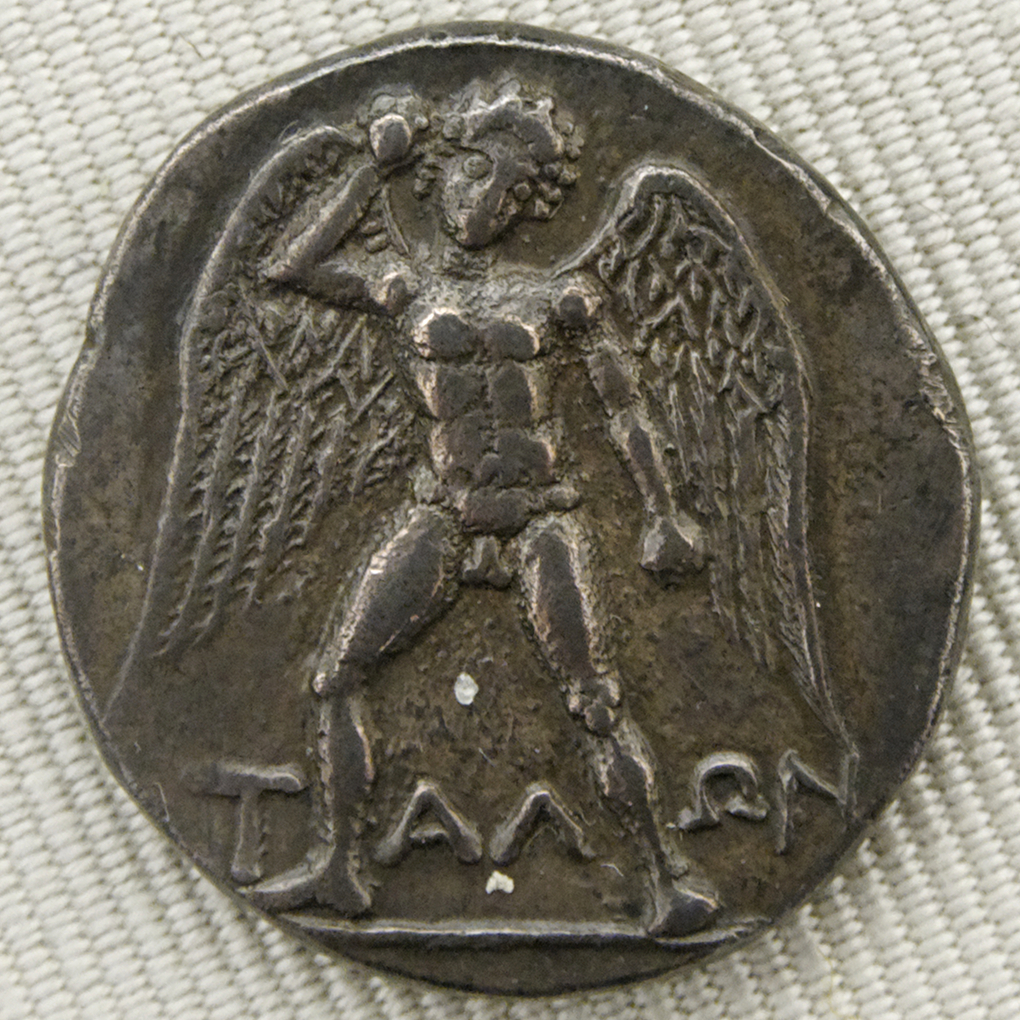
Talos armé d'une pierre, didrachme de la cité crétoise de Phaistos, v. 300-270 av. J.-C.

Un autre rapprochement envisagé par Propp concerne le géant de bronze Talos, gardien de la Crète, qui selon Frazer pressait les étrangers contre sa poitrine et sautait avec eux dans le feu ;  il est parfois représenté sous une apparence animale ; mais il ne s'agirait que d'un aspect du personnage parmi d'autres.

### Rites anciens et sacrifices

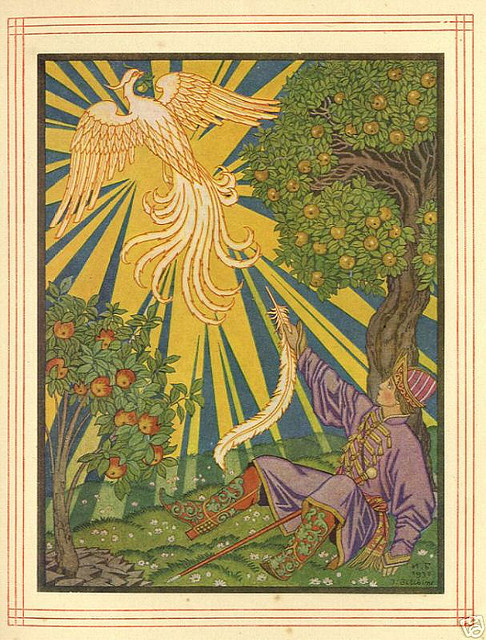
L'Oiseau de feu, par Bilibine.

Les cas où la rencontre avec l'homme des bois est fortuite (non motivée) témoignent selon Propp d'une plus grande ancienneté que ceux où elle est liée à un méfait (semailles piétinées, vol des fruits), déjà liés à la civilisation agraire ; ce motif s'étant greffé sur l'histoire originelle par besoin de rationalisation du conte (il en modifie le début, plus sujet à déformation, alors que le cœur du récit reste « extraordinairement stable »). Propp mentionne des traditions propitiatoires extra-européennes liées aux semailles et au travail de la terre. Le champ ou le jardin figurant dans les contes, qui présente un aspect extraordinaire (voir l'épisode des pierres précieuses dans la sous-variante 2 du Géant Nikanor) serait originellement lié aux défunts, et aux esprits des morts, qui en viennent à représenter un danger pour les cultures. La dévastation des champs peut aussi avoir un lien avec les sacrifices aux divinités : Propp rappelle la légende du sanglier de Calydon, fléau envoyé par Artémis (déesse de la chasse) à laquelle le roi Œnée avait omis de faire un sacrifice – alors qu'il avait convenablement sacrifié aux divinités agraires. De fait, avec l'avènement de l'agriculture, l'autorité d'Artémis décline.

### Le vase d'Éleusis
Propp mentionne pour conclure un vase grec du VIe siècle av. J.-C. découvert à Éleusis et décrit par I. Tolstoï. D'un côté on peut voir un paysan présenter un silène captif à un personnage de haut rang, de l'autre sont évoqués les labours et les semis. Pour Propp, le lien avec le conte de Front-de-cuivre, qui dévaste les champs, est limpide.

## Les textes sources

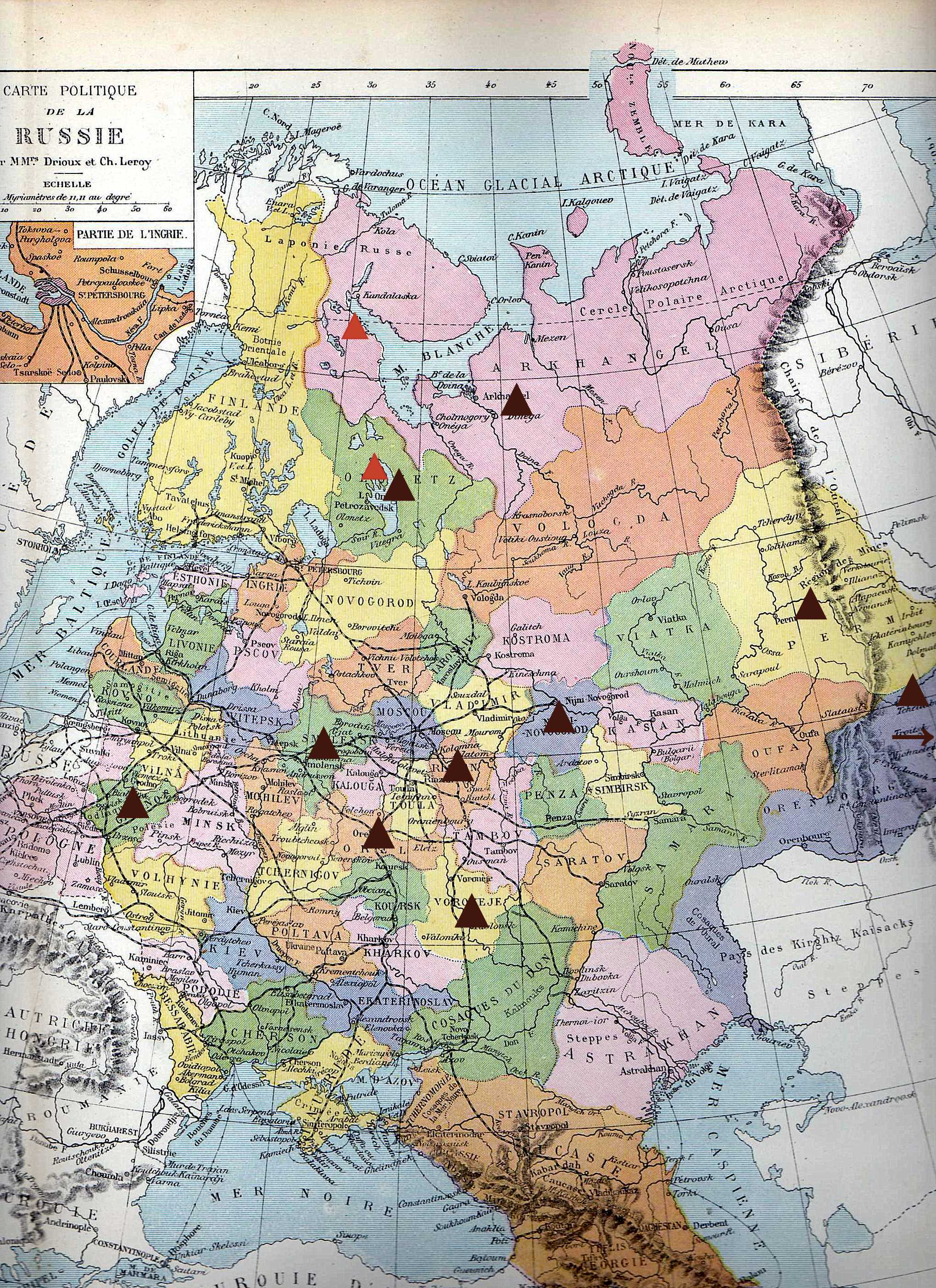
▲ : localisation des sources mentionnées par Propp
(▲ : le Loup au front de cuivre).

Les textes brièvement résumés ci-après ont tous été utilisés par Propp pour son analyse.

### Contes d'Afanassiev mentionnés
(les intitulés en français sont ceux de Lise Gruel-Apert)
Dans certaines des versions indiquées, on trouve des contaminations par les contes-types AT 300 (Le tueur de dragons) et AT 532 (La tête de cheval qui parle ; intitulé russe : Незнайко ou Незнайка, c'est-à-dire Neznaïko ou Neznaïka, « Je ne sais pas »).

#### Conte 67a / 123: Le Fils de roi et son Valet (I) - L'Homme des bois
(en russe : Королевич и его дядька)
Lieu de collecte inconnu. Barag et Novikov signalent 35 variantes russes, 15 ukrainiennes et 8 biélorusses. Ils soulignent aussi la proximité du conte avec des contes ossètes, bachkirs et autres. Selon eux, le conte s'est transmis en Russie oralement et par le biais des louboks et autres éditions à bon marché : on connaît une version de 1786 intitulée L'Oiseau de feu et le fort et puissant bogatyr.

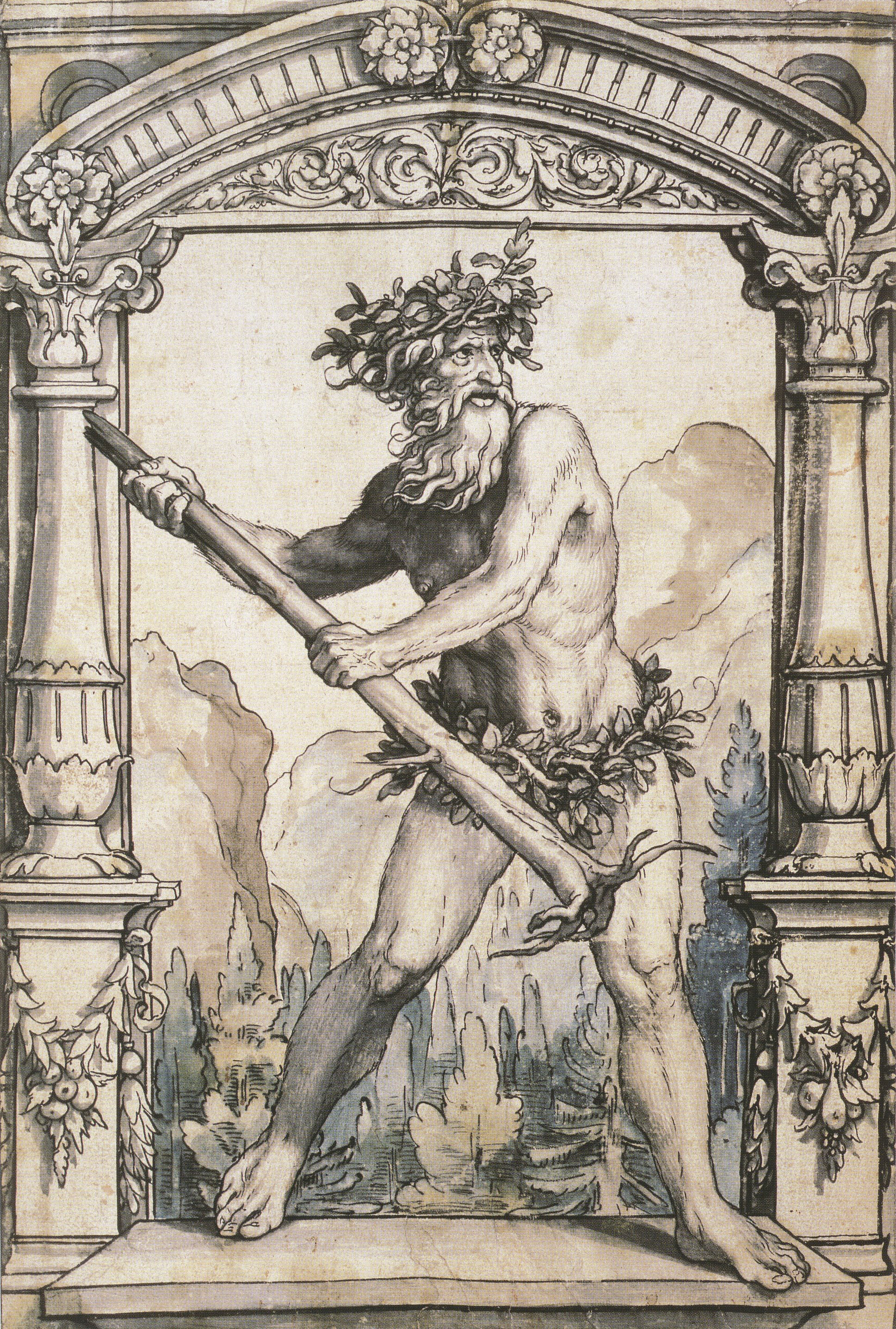
Dessin pour un vitrail représentant un homme sauvage classique, studio de Hans Holbein le Jeune, v. 1525-28.

Un roi caractérisé par son avidité parvient à faire prisonnier un homme des bois (мужик-леший), ce qui lui permet de prendre de nombreuses bêtes à fourrure. L'homme des bois obtient du fils du roi qu'il le libère en subtilisant la clé de la prison à la reine, et s'enfuit. Le roi, furieux, exile son fils en compagnie d'un valet. Chemin faisant, le valet contraint le prince à échanger de vêtements avec lui, et, arrivant à la cour d'un roi étranger, se fait lui-même recevoir comme un prince. Le véritable prince doit travailler aux cuisines, puis aux écuries. Il rencontre à nouveau l'homme des bois, dont les trois filles lui font chacune cadeau d'un objet magique. La fille du roi étranger, qui a bien remarqué le beau palefrenier, lui subtilise les objets.
Un jour, l'« Idole à sept têtes » attaque le royaume pour obtenir la main de la princesse. Le héros, doté par l'homme des bois d'une force surhumaine et d'un cheval magique, participe au combat et tue l'Idole. La princesse l'embrasse publiquement pour le remercier. Le valet déguisé en prince s'attribue le mérite de la victoire et réclame la princesse en récompense, mais celle-ci prétend être malade pour l'éloigner à la recherche d'un remède. Le faux prince emmène le faux valet avec lui sur un navire, et en profite pour le jeter à la mer dans un sac. La princesse l'apprend et obtient de l'homme sauvage un filet qui lui permet de repêcher son bien-aimé. Elle le ramène à la cour et apprend à son père la vérité. Le faux prince est fusillé, et le vrai épouse la princesse.

#### Conte 67b / 124: Le Fils de roi et son Valet (II) - Le Géant Nikanor

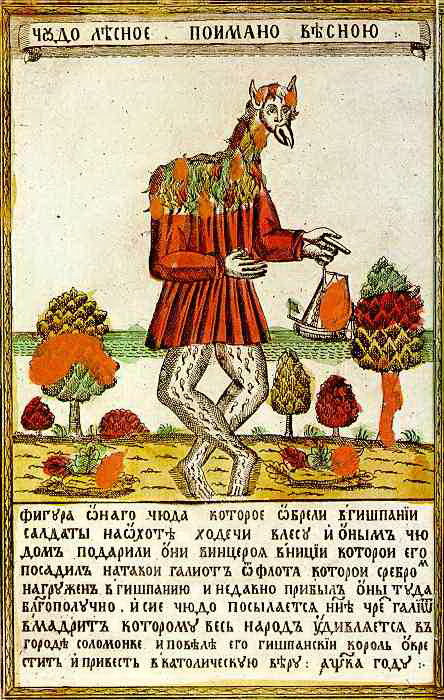
Monstre sylvestre (loubok du XVIII).

Variante du précédent, recueillie dans le gouvernement de Voronej. Sous-titre original : Никанор-богатырь, « Le preux Nikanor ».
Les pois semés par un paysan sont dévastés chaque nuit. Le plus jeune des trois fils du paysan (le simple d'esprit) fait prisonnier le géant Nikanor, auteur du méfait. Le tsar, prévenu, se fait amener le prisonnier et récompense le simplet. Le jeune fils du tsar, Ivan, est amené à libérer le géant. Le roi chasse son fils de la cour, en compagnie d'un valet. Ce dernier oblige le tsarévitch à changer de vêtements avec lui, et se fait recevoir à la cour d'un roi étranger, faisant employer le jeune prince à garder des chevaux, puis des vaches. Les animaux à chaque fois se dispersent, et Ivan appelle Nikanor à l'aide. Grâce aux deux sœurs du géant, les animaux se rassemblent, et rentrent dorés et les flancs scintillants d'étoiles. Sur les conseils perfides du valet déguisé, le tsar envoie Ivan travailler aux cuisines.
Alors que le roi a promis sa fille à l'imposteur, trois dragons successifs, à trois, six, puis douze têtes, exigent la princesse en mariage. Nikanor, arrivé à la rescousse, détruit à chaque fois les armées des dragons, assisté la troisième fois d'Ivan, qui est toutefois blessé au bras. Ivan croise le carrosse de la princesse qui, sans le reconnaître, lui bande le bras avec son châle déchiré en deux. Elle remarque son châle alors qu'il est de retour aux cuisines, et il lui dit toute la vérité. Le valet est supplicié, Ivan épouse la princesse.
- Sous-variante 1 : un roi se fait voler les fruits d'or et d'argent de son pommier merveilleux. Un jardinier parvient à capturer le voleur (un monstre ailé) grâce à trois seaux de vin (ou de vodka)[20] mélangés à trois barils de miel[21] : le monstre, ivre, s'endort. Le jardinier le fait enchaîner par douze forgerons et conduire au roi, qui récompense le jardinier et organise l'exécution du monstre : mais au jour dit, celui-ci s'est enfui. Le roi s'en prend à la reine, gardienne des clés, avant que le tsarévitch ne reconnaisse sa faute.
- Sous-variante 2 : un paysan a semé du blé, mais au lieu des pousses attendues il trouve des pierres précieuses. Il va raconter l'affaire au tsar, qui lui accorde la propriété des joyaux. Un voleur s'attaque au champ : c'est le Tourbillon (ou : Ouragan) à douze têtes, dont le cheval dévore les pierres précieuses. Les deux premiers frères tentent de s'opposer à lui mais ont le dessous, le troisième parvient à ligoter le monstre.
- Sous-variante 3 : le monstre malfaisant est représenté par Kochtcheï, qui prend plaisir à faire piétiner le blé par son troupeau de chevaux. Les deux premiers frères montent successivement la garde en vain. Le troisième parvient à attraper Kochtcheï par la barbe et le conduit au roi. (Par ailleurs, la lettre de menace du dragon à trois têtes atterrit, attachée à une flèche rougie au feu, aux pieds du roi pendant un banquet).

#### Conte 68 / 125: Ivan-tsarévitch et la Princesse Marfa
Recueilli dans le gouvernorat de Perm. Titre original : Иван-царевич и Марфа-царевна (Marfa correspond à la prononciation et à l'orthographe actuelles du prénom Martha). Barag et Novikov signalent que le motif du héros qui acquiert des forces surhumaines par le biais de la boisson se retrouve dans diverses versions slaves, certaines ayant été collectées par Khoudiakov (recueil de Verkhoïansk) ou E.R. Romanov (recueil biélorusse).
Un tsar garde prisonnier « un vieux de cuivre, aux bras de fer, à la tête de fonte », sagace et rusé. Un jour, le vieux demande au jeune fils du roi, Ivan-tsarévitch, de lui donner à boire ; dès qu'il a bu, il s'enfuit. Le tsar chasse son fils, qui arrive dans un autre royaume où il se fait engager comme palefrenier du roi, sans guère y mettre d'ardeur. Un roi étranger demande la main de la princesse Marfa, fille du roi : c'est la guerre. Marfa nomme Ivan gouverneur d'une province. Il rencontre le vieux de cuivre, qui l'invite chez lui, lui procure une force inouïe, à grands renfort de seaux de vodka, et lui fait cadeau d'une nappe toujours servie. Le vieux met en garde Ivan contre le poids énorme qu'il pèse désormais : Ivan ne monte plus à cheval, fait renforcer son plancher, et, revenu à son écurie, tue par inadvertance le chef des palefreniers. Le roi l'enrôle comme soldat.
A trois reprises, « un petit vieux, haut comme l'ongle, à la barbe d'une coudée » apporte une missive exigeant la main de la princesse de la part du roi de l'onde, au profit de dragons à successivement trois, six et neuf têtes. À chaque fois, Ivan tue le dragon et sauve la princesse, mais un seigneur vantard s'en attribue le mérite. Marfa, qui a exigé de passer en revue les soldats, reconnaît en Ivan son véritable sauveur. Le seigneur vantard est exilé, et Ivan épouse la princesse.

#### Conte 69 / 126: Le Vieux de cuivre
Ce conte, recueilli dans le gouvernorat de Grodno, s'intitule Масенжны дзядок dans l'original en biélorusse. L'épithète évoque plus précisément le « cuivre jaune ». Barag et Novikov indiquent 67 variantes russes, 23 ukrainiennes et 9 biélorusses, et signalent qu'en ce qui concerne les peuples non slaves d'URSS, il existe des versions proches dans les traditions bachkires, tatares, kazakhes, et adyguéennes entre autres.
Les semailles d'un paysan sont régulièrement saccagées de nuit. Ses deux premiers fils s'endorment en montant la garde, le troisième, simple d'esprit, capture l'oiseau responsable du méfait ; ses frères s'en attribuent le mérite. Le paysan apporte l'oiseau au roi, qui l'enferme dans sa cave et confie la clé à la reine.  L'oiseau, d'une voix humaine, persuade le jeune fils du roi de dérober la clé et de le libérer : c'était en fait le Vieux de cuivre métamorphosé. Le roi accuse sa femme, mais la faute du prince est reconnue. On lui fait enfiler une peau de cochon et on le chasse. Le Vieux de cuivre vient à son secours et lui conseille de s'engager comme marmiton chez un roi étranger.
Trois guerres éclateront à la suite. À chaque fois, le prince obtient du Vieux un cheval et une armure, ainsi qu'une pomme magique. Il défait l'armée ennemie, puis, de retour aux cuisines, joue avec la pomme : la fille du roi, attirée, lui demande de la lui céder, et il obtient en échange de passer une nuit, d'abord sur le seuil de sa chambre, puis à son chevet, enfin dans son lit. Le roi reconnait l'action du prince et lui accorde la main de sa fille. À la mort du roi, le prince hérite de son royaume, et jusqu'au bout le Vieux de cuivre vivra avec lui et son épouse à la cour, et les assistera.
Par rapport au thème de Neznaïka (ou Neznaïko, « Je-ne-sais-pas »), Barag et Novikov remarquent l'absence ici de certains traits caractéristiques des versions slaves orientales de ce conte :
1/ le fait que le la mère, ou marâtre, tente de faire périr son fils pour dissimuler son infidélité à son mari ;
2/ le conflit entre Neznaïka avec ses beaux-frères plus âgés. Le cheval magique voit ici son rôle diminué, car c'est le Vieux de cuivre qui joue le rôle de l'auxiliaire magique. La peau de cochon, ou d'un autre animal (souvent une vessie de taureau), a pour rôle normalement de dissimuler les cheveux d'or du héros.

### Autres contes mentionnés

#### Khoudiakov (Contes grand-russes, 1860-1862)

##### Conte 44: L'étonnant petit homme
Recueilli dans le gouvernement de Riazan. Titre original : Удивительный мужичекъ (tome II). 
Un tsar, parti à la chasse, se perd en forêt ; arrivé à la lisière, il capture un étonnant petit homme. Revenu à la Cour, il veut le présenter à ses invités, mais le petit homme a disparu. Le roi veut punir sa femme, mais son fils se dénonce. Il le chasse en compagnie d'un valet. Le valet contraint le tsarévitch à échanger leurs habits. Ils arrivent à la cour d'un roi étranger, qui veut accorder au faux prince la main de sa fille ; il exige du tsarévitch qu'il guérisse ses chevaux. Apparaît le petit homme, qui l'emmène chez lui et lui fait faire la connaissance de ses filles, reconnaissantes qu'il ait libéré leur père. La première lui donne un mouchoir rose magique, qui le nourrira, et la seconde, une fiole d'eau qui guérira les chevaux. Le roi, à l'instigation du valet déguisé, met le tsarévitch au pain sec, mais le mouchoir rose lui procure de la nourriture. La fille du roi l'apprend, ce qui vaut au tsarévitch de se retrouver en prison.
Un dragon à trois têtes exige la fille du roi pour la dévorer. Ivan s'échappe de sa prison en empruntant provisoirement l'apparence d'une mouche. Le petit homme se transforme en cheval, Ivan-tsarévitch l'enfourche, tue le dragon et libère la princesse avant de regagner sa prison. Le même scénario se répète avec les frères à six, puis douze têtes du premier dragon. La troisième fois, le cheval et Ivan sont blessés, mais Ivan parvient à recueillir le fiel du dragon et à soigner ainsi le cheval. La princesse saine et sauve raconte la vérité à son père, qui fait sortir Ivan de prison pour la lui faire épouser ; l'imposteur est jeté aux chiens.

##### Conte 115: Le petit homme gros comme le poing
Recueilli dans le gouvernement d'Orel. Titre original : Мужиченко съ кулаченко (tome III).
Les semailles d'un paysan sont piétinées de nuit. Ses deux premiers fils échouent à monter la garde, le troisième (le simplet) aperçoit, à minuit, un petit bonhomme conduisant un troupeau de chevaux qui piétinent le blé, et le capture. Le bonhomme lui promet de réaliser trois souhaits s'il le laisse aller, mais le simplet l'amène à son père, qui à son tour le conduit chez le tsar. Celui-ci enferme le petit homme gros comme le poing dans une cage d'or, dans le jardin, et s'apprête à montrer à ses amis et connaissances cet être extraordinaire. Mais le petit homme persuade le jeune fils du tsar, Nikolaï, de dérober la clé de la cage sous l'oreiller du tsar, et disparaît. Le prince est exilé en compagnie d'un valet et de deux chevaux.

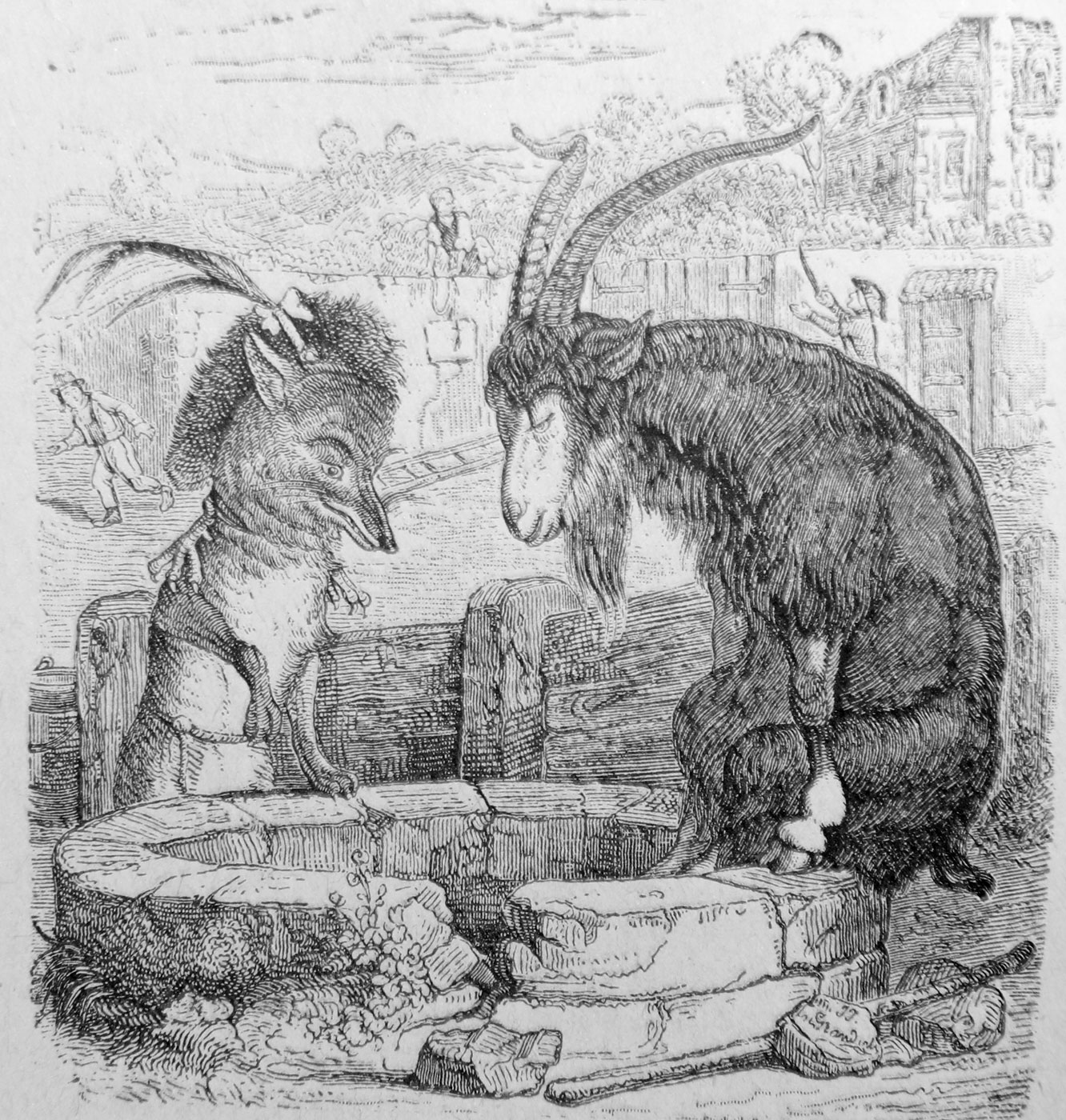
« En toute chose il faut considérer la fin. » (Jean de la Fontaine, Le Renard et le Bouc) ; ill. Grandville.

En route, Nikolaï a soif ; le valet descend le premier dans un puits pour boire, puis, une fois remonté, laisse descendre Nikolaï et refuse de le remonter tant qu'ils n'auront pas échangé leurs vêtements. Arrivés à la cour d'un roi étranger, le faux prince envoie le faux valet travailler aux écuries, où il est apprécié. Le petit homme apprend sa présence et vient lui offrir une plume chatoyante et des gousli qui jouent tout seuls. La princesse, qui passe par là, entend les gousli et voit l'écurie tout illuminée. Elle raconte tout à son père, qui vient s'assurer auprès de Nikolaï qu'il est en réalité prince. Il lui offre la moitié du royaume et la main de sa fille, tandis que le valet est renvoyé aux écuries.

#### Ontchoukov  (Contes du nord, 1908)

##### Conte 150: Front-de-cuivre
Recueilli dans le gouvernement d'Olonets, auprès d'un instituteur local. En russe : Мѣдный лобъ (c'est ce conte qui a fourni à Propp le titre de son chapitre). Il s'agit d'un récit long et complexe, à plusieurs séquences et cumulant des motifs variés. Le personnage de Front-de-cuivre, une fois libéré, n'y apparaît plus physiquement, mais il continue à agir du seul fait que le héros pense à lui.
À la naissance de son fils, un tsar se voit prédire que celui-ci l'assassinera un jour ; il le fait surveiller. Un jour, le prince découvre dans les jardins un homme « au front de cuivre et au ventre d'étain ». Le tsar le fait capturer et enfermer, souhaitant le montrer à ses connaissances. Le prince, qui s'exerce au tir à l'arc en compagnie d'un valet, perd une flèche, qui pénètre par la fenêtre du prisonnier. Celui-ci persuade le prince de le libérer. Le tsar emprisonne le valet et exile le prince, qui, parvenu dans un autre royaume devient gardien, successivement d'un troupeau de chevaux, de vaches et de porcs. Tandis que le prince songe à Front-de-cuivre, les crinières des chevaux deviennent mystérieusement d'argent, les cornes et les sabots des vaches, de cuivre, et les soies des porcs, d'or et de pierres précieuses. Le tsar local apprend la véritable identité du prince, et suggère à sa fille de l'épouser pour l'éprouver, mais comme elle y semble un peu trop disposée, il choisit d'exiler plutôt le berger. Dès que le prince-berger a quitté le pays, les animaux redeviennent ordinaires.

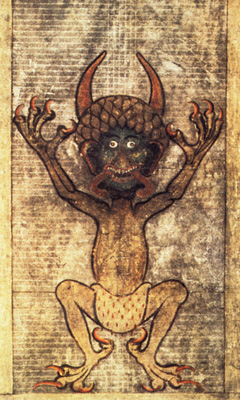
Le diable (Codex Gigas, Bohême, XIII).

En chemin, le prince rencontre un diablotin qui lui propose de jouer aux cartes et, ayant perdu, doit lui céder une bourse qui ne se vide jamais. Arrivé dans un autre royaume, il joue aux cartes contre la fille du roi, qui découvre le secret de sa bourse et la lui subtilise : il est une fois encore chassé du pays. Souhaitant toujours en lui-même l'aide de Front-de-cuivre, il découvre au bord de la mer un arbre dont les fruits lui font pousser des cornes et une queue, puis un autre dont les fruits ont l'effet contraire et le rendent très beau. Il décide de rentrer dans le royaume dont il vient d'être chassé, puisqu'on ne le reconnaîtra pas, et s'y présente comme marchand de fruits. La princesse achète et mange les fruits maléfiques, qui lui font pousser cornes et queue. Elle supplie le soi-disant marchand de lui rendre son apparence antérieure : celui-ci lui fait bien perdre ses cornes, mais prétend qu'il s'occupera de la queue le lendemain, s'arrangeant pour se faire prêter jusque-là la bourse toujours pleine. Il en profite pour fuir le royaume, laissant la princesse affublée de sa queue pour punition.
De retour au royaume où il a été berger, il vend à la première princesse les fruits qui la rendent d'une grande beauté. Il lui raconte ses aventures et finit par l'épouser, hérite du royaume et vit désormais dans l'opulence.

#### Smirnov (Recueil de contes de Grande Russie, 1917)
(le terme de « Grande Russie » désigne la Russie proprement dite, pour la distinguer de l'Ukraine, appelée aussi alors Petite Russie par la Grande, et de la Biélorussie ou Russie blanche).

##### Conte 159: Le voleur en fer
Titre original :  Желѣзный воръ. Recueilli en 1874 dans le gouvernement de Nijni Novgorod, auprès d'un paysan.
Un tsar et son épouse se rendent à la foire. Ils rapportent à leur fils Ivan-tsarévitch, à sa demande, un pommier aux pommes d'or. Ivan le plante, mais quelqu'un dérobe les fruits d'or : on arrête le coupable, un « voleur en fer ». Le tsar le fait enchaîner à un poteau de fer, confie la clé à sa femme. Sur la prière du captif qui lui promet de lui venir en aide un jour, Ivan le libère. Apprenant ce qui s'est passé, le tsar chasse Ivan du royaume en compagnie d'un valet. Échange de vêtements, sous la menace, entre le prince et le valet. Arrivée à la cour d'un roi étranger : Ivan est envoyé travailler aux cuisines, le valet se vante auprès du roi d'avoir libéré l'homme de fer. Le roi se plaint de ce que ses chevaux sont malades ; le valet lui suggère de les faire soigner par Ivan. Ivan emmène paître le troupeau, appelle l'homme de fer à l'aide. Celui-ci apparaît, indique au prince une grosse pierre qui, s'il la retourne, lui permettra d'arriver chez ses sœurs. Celles-ci guérissent les chevaux et revêtent Ivan d'habits royaux. Ils se présentent tous ensemble à la cour du roi, Ivan désigne l'imposteur comme son serviteur. Le roi expédie l'imposteur aux cuisines, accorde à Ivan la main de sa fille et la moitié du royaume. Tous se rendent ensuite dans le royaume d'Ivan, le tsar pardonne à son fils et fait la paix avec le voleur en fer ; tout se termine par un grand banquet.

##### Conte 181: Ivan-tsarévitch et le porteur d'eau Aleksandr Aleksandrovitch
Titre original : Объ Иванѣ царевичѣ и водовозѣ Александрѣ Александровичѣ (tome II). Recueilli dans le gouvernement de Smolensk auprès d'un paysan âgé de 83 ans en 1914. Dialecte biélorusse.

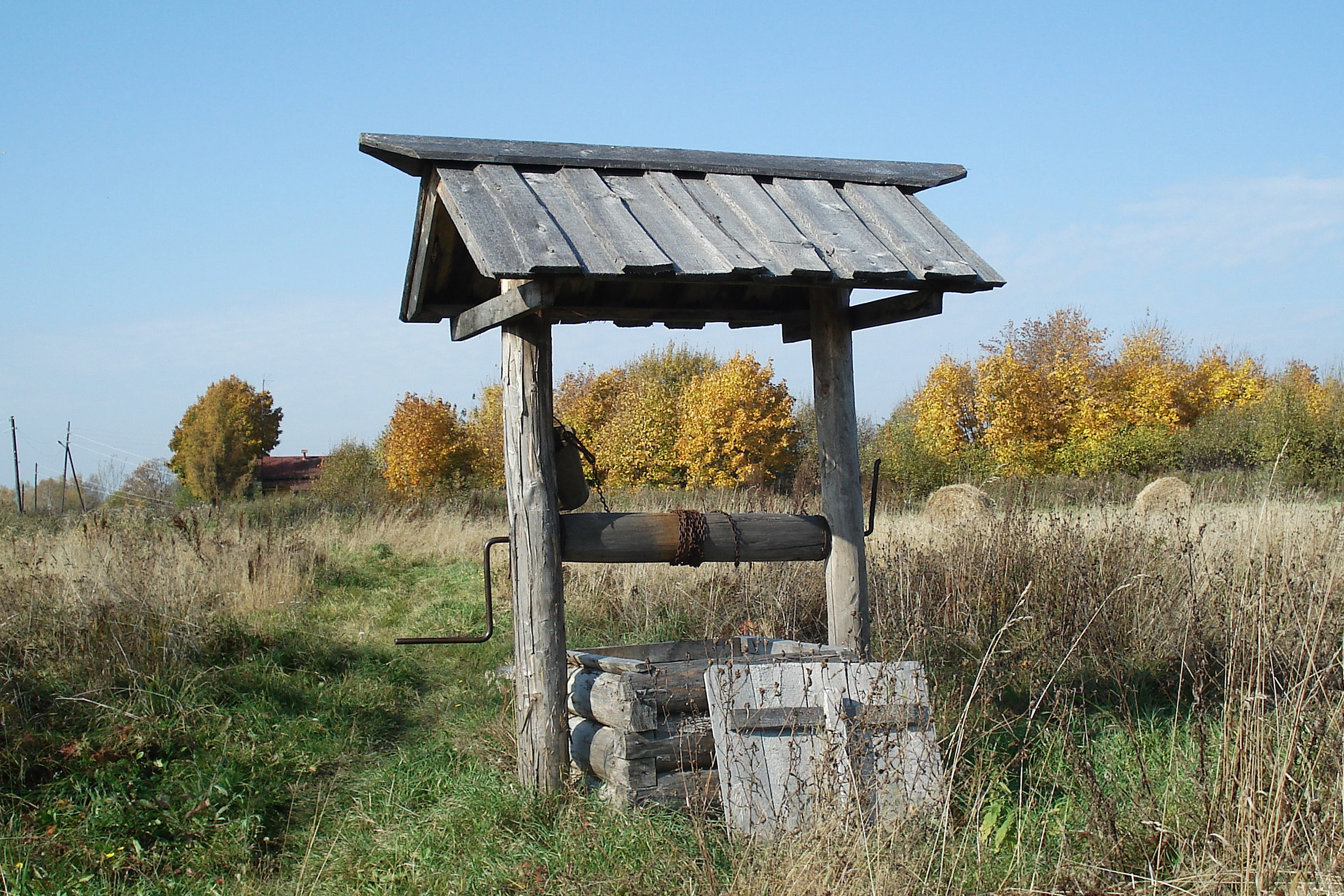
Un puits de village en Russie.

Le tsar Pakhom a un jeune fils, Ivan. Le tsar Nevidim (« L'Invisible »), qui « vole dans les airs », lui envoie une lettre pour lui réclamer des fruits de son pommier merveilleux. Devant le refus de Pakhom, Nevidim se met à ravager son verger de nuit. Il plonge les sentinelles dans un sommeil magique, mais Ivan parvient à le capturer. Le tsar jette Nevidim en prison. Nevidim parvient à persuader le tsarévitch de dérober la clé de la prison dans la poche du tsar et s'enfuit. Le tsarévitch, reconnu responsable, est chassé. Il réclame lui-même un serviteur pour l'accompagner, et le tsar lui accorde un porteur d'eau, Aleksandr Aleksandrovitch, puis des chevaux. Chemin faisant, le porteur d'eau persuade Ivan de descendre dans un puits. Il y trouve un récipient sur lequel est inscrit qu'une princesse y a été baignée enfant avant que le récipient ne soit jeté à la mer ; qui aura trouvé ce récipient pourra épouser la princesse. Aleksandr, qui a lu lui aussi l'inscription, veut rejeter le prince au fond du puits. Ils conviennent d'échanger leurs vêtements, avant de parvenir à la cour de la princesse. Celle-ci toutefois s'intéresse bien plus au faux serviteur qu'au faux prince, qui, furieux, envoie celui-ci travailler aux écuries. Les rois du voisinage, mécontents d'apprendre le mariage prochain de la princesse qu'ils convoitaient, déclarent la guerre.
Ivan obtient de Nevidim un cheval magique qui l'emmène à la bataille. Incognito, il vainc un bogatyr en combat singulier dans un concours de souffle, prétendant ensuite avoir dormi pendant la bataille, à l'indignation de la princesse. Un nouveau combat s'engage le lendemain, contre un bogatyr à deux têtes cette fois. Le troisième jour, c'est un bogatyr à trois têtes qui se présente ; Ivan est blessé, mais sauvé grâce à Nevidim. Il regagne son cachot, ensanglanté ; Nevidim place un mot écrit à son chevet, prescrivant de ne pas le réveiller et expliquant qu'il est à la fois le vrai tsarévitch, le preux qui a sauvé le royaume, et le soupirant de la princesse. Cette dernière l'accepte comme époux, et ils règnent sur le royaume.

##### Conte 303: L'oiseau secourable
Titre original : Птица-помощникъ. Recueilli dans le gouvernement de Tobolsk en 1891.

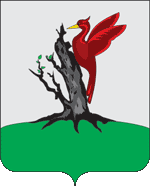
L'oiseau dit : « D'une aile, je vais détruire le royaume, et de l'autre j'emporterai le palais. »
(Armoiries de Ielabouga).

Un tsar a quatre fils. Le plus jeune capture un oiseau, et l'enferme avec « douze chaînes et douze cadenas ». Il le nourrit chaque jour. Le tsar souhaitant partager son royaume avec ses fils, la tsarine suggère de leur faire tirer chacun un coup de fusil : ceux qui ne pourront retrouver leur balle seront employés à garder les cochons. Tandis que les trois fils aînés partent à la recherche de leur balle, le plus jeune, qui a tiré en direction du palais, s'inquiète à l'idée qu'il a pu toucher quelqu'un. Il raconte ses soucis à l'oiseau, qui lui dit qu'il lui rendra la balle s'il le libère ; la balle était cachée sous son aile. L'oiseau lui conseille de ne pas accepter la moitié du royaume comme l'avait promis le tsar, mais de demander plutôt une troïka et un cocher, pour parcourir le monde. L'oiseau, libre, s'envole, et le tsarévitch part à l'aventure.
Suivent les épisodes du puits et de l'échange de vêtements avec le cocher, puis de l'arrivée à la cour d'un roi étranger. Le tsarévitch est envoyé aux écuries, puis aux cuisines. La fille du roi s'éprend d'Ivan, mais le cocher le remarque et fait enfermer ce dernier en prison. Un jour arrive l'oiseau qui exige de la sentinelle de le laisser voir Ivan, sous la menace de détruire le royaume. L'oiseau console Ivan et lui dit de lui arracher une plume. Celle-ci se transforme en miroir, qui rend Ivan joyeux dès qu'il s'y regarde. La princesse, qui visite Ivan en secret, s'étonne et apprend la vérité de la sentinelle. L'oiseau revient et emporte cette fois Ivan sur son dos, jusqu'à une isba « faite d'une pierre unique ». Là, il lui fait boire trois tonneaux de vodka, jusqu'à lui procurer une force surhumaine : en soufflant, le tsarévitch fait s'envoler l'isba. Il le ramène – difficilement – jusqu'à sa prison. Entretemps douze bogatyrs ont entrepris d'attaquer le palais. Grâce à la princesse, le roi apprend l'existence du tsarévitch à la force surhumaine, et l'envoie combattre les bogatyrs. Par la seule puissance de son souffle, il les jette tous à terre, puis les tue et coupe leurs langues, qu'il jette dans la cour du palais.

#### Karnaoukhova (Contes et légendes de la région du nord, 1934)

##### Conte 91: L'Homme d'or
En russe : Золотой человек. Collecté dans la région de la Pinega (oblast d'Arkhangelsk).

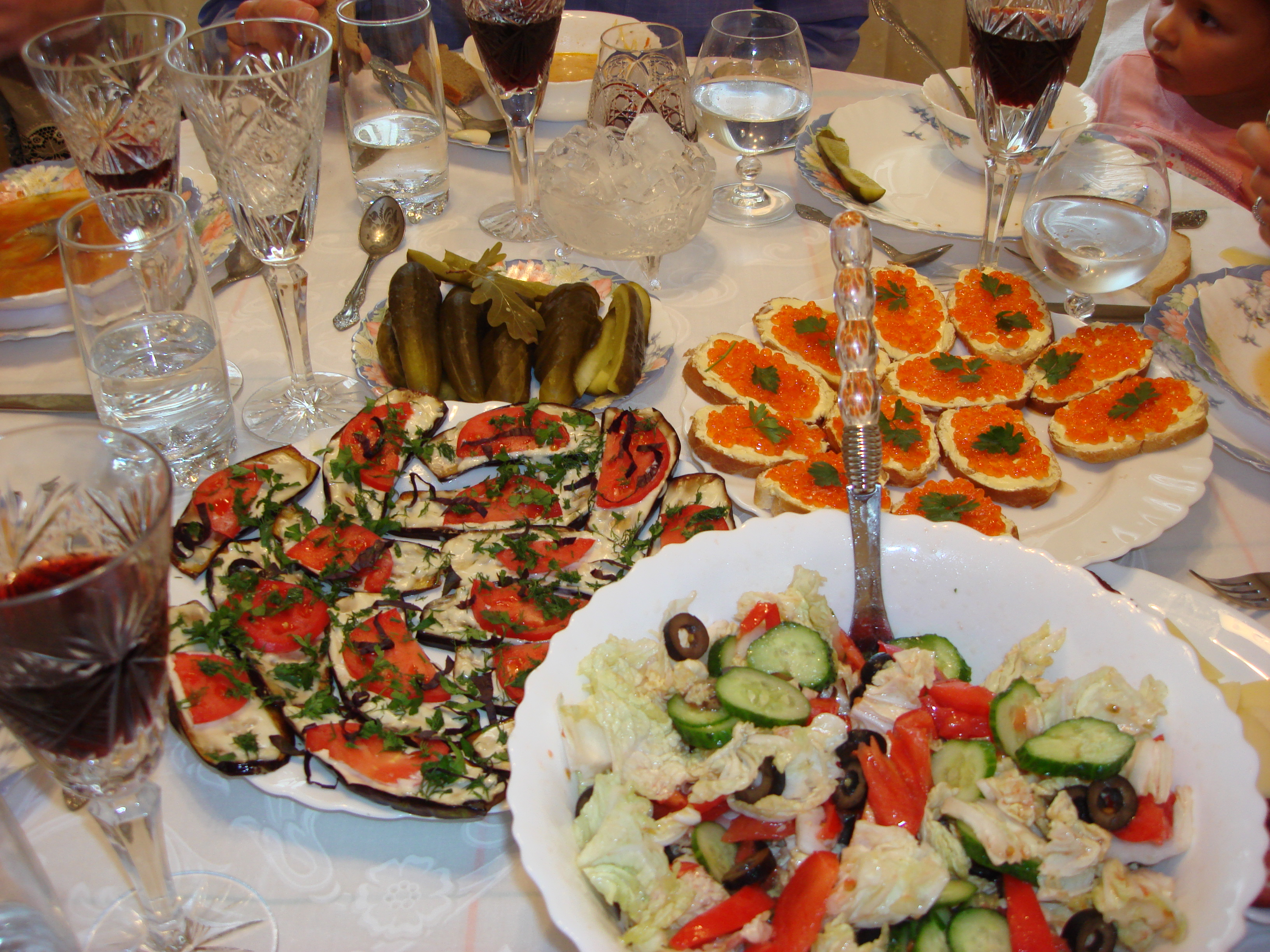
« Déploie la nappe, apparaîtront des zakouskis de toute sorte. »

Un tsar se voit voler les fruits de son pommier merveilleux. Il découvre le coupable : « l'Homme d'or, un vieux d'une taille colossale ». Il le capture et l'enferme dans une cage. Le jeune Ivan-tsarévitch, ayant perdu une flèche, est conduit à subtiliser à la reine les clés de la cage et à libérer l'Homme d'or. Avant de s'enfuir, celui-ci lui promet son aide en cas de besoin. Ivan s'accuse devant son père, qui l'exile en compagnie du valet Ignachka. Échange de vêtements sous la menace. Ils arrivent à la cour d'un roi étranger, auquel le faux prince Ignachka demande d'employer Ivan comme berger ; pour cacher les boucles dorées du prince, il lui fait porter sur la tête un mouchoir, prétendant qu'il a la pelade : on l'appelle désormais le Pelé. Ce dernier doit garder un troupeau de juments, puis de lièvres, enfin de moineaux. À chaque fois, les bêtes s'égaillent, mais Ivan implore l'aide de l'Homme d'or, qui l'invite chez lui sous terre et lui offre un objet magique (une nappe, un pipeau, une bague), avant de rassembler par lui-même le troupeau. Le tsar est content du berger, bien qu'Ignachka le présente comme sournois.
Cependant la fille du roi s'intéresse au Pelé, s'émerveille de l'effet des objets magiques, et découvre peu à peu le secret de sa chevelure. Ils tombent amoureux l'un de l'autre. Un roi ennemi exige la princesse. A trois reprises, Ivan part à la guerre, mais la princesse ne peut lui fournir comme monture qu'une vieille rosse. Il l'écorche, obtient un bon cheval et un sabre grâce à sa bague magique, et défait l'armée ennemie. Il permet au valet, qui s'est caché pendant ce temps, de se vanter de la victoire en échange de deux de ses orteils, d'une lanière de peau, puis de ses deux petits doigts. Le roi s'apprête à donner sa fille en mariage à l'imposteur. Ivan reprend sa véritable apparence, se présente à la noce, montre les doigts et la lanière de peau d'Ignachka comme preuve de sa victoire. La princesse le désigne comme son véritable fiancé. Le valet est chassé, Ivan et la princesse se marient.

## Le Loup au front de cuivre
Plusieurs contes traditionnels mentionnent le « loup au front de cuivre » (volk-mednyï-lob). Il s'agit d'un agresseur dangereux, qui sera, soit tué, soit amadoué par le héros ; son profil est fort éloigné de celui du loup gris, auxiliaire fidèle d'Ivan-tsarévitch dans le conte de L'Oiseau de feu. Ce cas particulier n'est pas mentionné par Propp dans son analyse. On peut mentionner les exemples ci-après.

### Sadovnikov (Contes et légendes de la région de Samara, 1884)
Conte n° 11. Волкъ—Мѣдный Лобъ.
Dans ce conte, le loup joue au début le rôle de l'être hostile qui force le tsar à lui céder ce qu'il avait chez lui sans le savoir, et qui s'avérera être son fils nouveau-né (voir Le Tsar de l'Onde et Vassilissa la très-sage). L'histoire s'oriente ensuite vers le thème du lait de bête sauvage. Le conteur était Abram Novopol'tsev.

### Karnaoukhova (Contes et légendes de la région du nord, 1934)
Conte n° 7. Волк — медной лоб. Recueilli dans la région de Zaonejie.
Ce conte, rédigé en dialecte local, mélange des motifs de divers contes-types.
Un vieux et une vieille, vivant dans la pauvreté, adoptent Ivan, un orphelin. Celui-ci pêche un poisson, qui se transforme en une jeune fille, laquelle ne tarde pas à épouser le garçon.

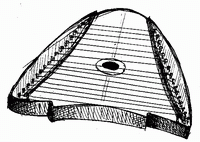
Gousli.

À partir d'ici, le récit suit la trame de Va je ne sais où, rapporte je ne sais quoi : Ivan surmonte les deux premières épreuves en ramenant le serviteur invisible et le chat qui chante des chansons.
La troisième épreuve consiste à rapporter les gousli qui jouent tout seuls, que fabrique le loup au front de cuivre. Grâce à son épouse et à une sorcière, Ivan rencontre le loup, qui vole dans les airs, et entame avec lui une partie de cartes. Ivan ne doit pas s'endormir, sans quoi le loup le tuera. Ivan affirme se poser des questions philosophiques que le loup décide d'aller vérifier sur place, ce qui donne à chaque fois au jeune homme un répit pour manger et se reposer. Finalement Ivan succombe à la fatigue, le loup s'apprête à le décapiter, mais en voyant un mouchoir qu'Ivan a reçu de sa femme, il le reconnaît pour son beau-frère. Il lui fabrique les gousli qui jouent tout seuls, le fait monter sur son dos et le ramène à la cour du tsar, où il dévore les conseillers perfides. Le tsar, ravi d'avoir obtenu les trois objets souhaités, lègue son royaume à Ivan et à sa femme.

### Netchaïev / Korgouïev (Contes de la Mer blanche, 1938)
Ivan Sosnovitch (Иван Соснович, Ivan-fils-du-Pin).

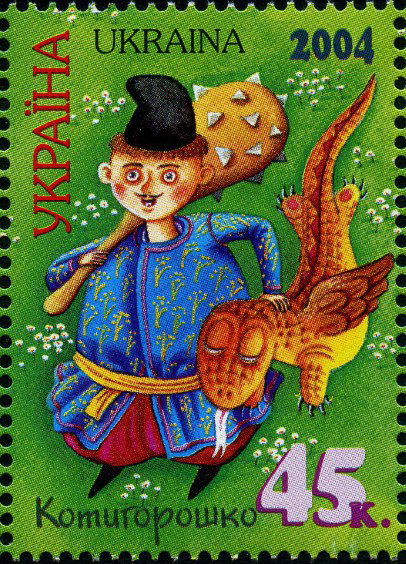
Kotyhorochko (timbre ukrainien, 2004).

Ivan-fils-du-Pin, un jeune garçon d'une force extraordinaire, cherche à aider ses parents adoptifs. Alors qu'il s'apprête à rentrer la jument de son père, le loup au front de cuivre se jette dessus et la dévore. Ivan l'attrape par les pattes et lui fait heurter le sol avec une telle force qu'il n'en reste qu'une flaque et que « toute la terre en trembla », ce qui le révèle comme un bogatyr (preux) et lui vaut une grande renommée (le conte comporte ensuite de nombreux épisodes à teneur héroïque, dans lesquels Ivan et ses compagnons de rencontre accomplissent des exploits basés surtout sur la force physique ; il évoque le thème de Kotyhorochko).
Le conte propose une image plus traditionnelle du loup glouton, brutal et stupide (Волк-дурень), qui ne représente ici qu'un faire-valoir pour le héros.

## Le Gaillard d'acier
On trouve dans certains contes traditionnels russes un personnage dénommé Булат-молодец (Boulat-molodets, le Gaillard d'acier). Son rôle varie : dans le conte d'Afanassiev n° 93c/158 (Vassilissa-fille de Kirbit et le Gaillard d'acier), qui emprunte à la fois au thème de Kochtcheï et à celui du Fidèle Jean (AT 516), c'est un fidèle compagnon du héros. Mais dans un loubok du XVIIIe siècle, Сказка о Булате-молодце (Skazka o Boulate-molodtse, Le conte du Gaillard d'acier), il apparaît très similaire à Front-de-cuivre : enfermé depuis trente-trois ans par le père du héros, il est libéré par celui-ci après lui avoir rendu la flèche qui avait atterri dans sa cellule, et lui avoir fourni un cheval magique (voir Sivko-Bourko). L'épisode de l'échange des rôles avec le valet, ainsi que ceux des batailles successives et de la reconnaissance du héros par la princesse, y figure. Le Gaillard d'acier assiste le héros tout au long du conte, tout comme Front-de-cuivre.

## Autres références

### Contes d'Europe occidentale

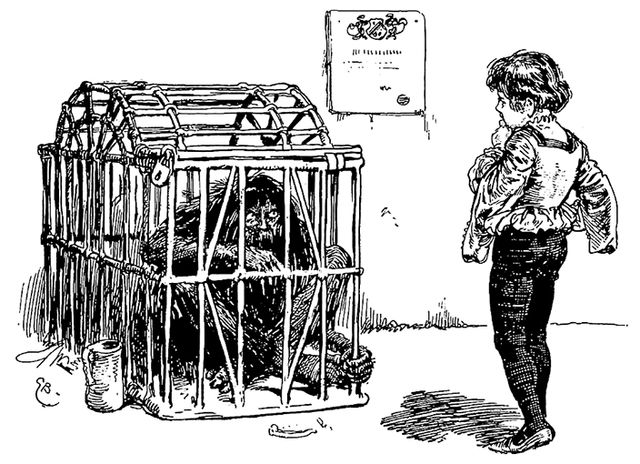
Jean-de-fer en cage, par Gordon Browne.

- Dans le conte breton Le Magicien Ferragio[59], la mère du magicien Ferragio informe le héros qu'il n'y a qu'une façon d'en venir à bout : « Il faut le frapper au front. Mais son front est garni de sept plaques de cuivre superposées, et il faut les traverser toutes pour le tuer ».
- Jean-de-fer (Der Eisenhans, KHM 136) est un conte de Grimm similaire, sur le même thème. Il a remplacé à partir de la 6e édition une autre version en dialecte, intitulée L'Homme sauvage.
- Henry Carnoy a inclus dans ses Contes français (1885) une version recueillie en Lorraine, intitulée L'Homme de Fer. Celui-ci est un géant redoutable qui vit dans un lac des Vosges. Le roi le fait prisonnier grâce à un hardi soldat, qui épouse la princesse en récompense. Le fils du soldat favorise la fuite du géant, qui l'emmène et se prend d'affection pour lui. Le jeune homme voit ses cheveux se transformer en or après s'être baigné, malgré l'interdiction de l'Homme de fer, dans une source merveilleuse : celui-ci le chasse alors, mais continuera à l'aider en cas de besoin. Le conte rejoint ensuite l'intrigue du conte-type AT 530 (La Princesse sur la Montagne de verre) et présente beaucoup de similarités avec la version russe intitulée Sivko-Bourko (notamment la présence du cheval magique). Lorsque l'Homme de fer meurt de vieillesse, lac et palais disparaissent, et « à la place s'éleva une forêt aux arbres gigantesques ».
- Le thème de l'échange de vêtements sous la contrainte au point d'eau, suivi du mariage par tromperie apparaît dans le conte de Grimm KHM 89, La Petite Gardeuse d'oies (il s'agit ici d'une princesse et de sa suivante). Là aussi, la princesse est aidée par un cheval magique doué de la parole (le cheval Falada), mais dont le rôle est moindre.
- Un conte basque, publié en anglais par Webster[60] et intitulé en français Le Tartaro[61] reprend le même thème de l'homme sauvage.

### Europe centrale et orientale
Une version hongroise a été publiée en langue allemande par Elisabet Sklarek (1872-1945) dans Ungarische Volksmärchen (Leipzig, 1901). Intitulée Der Golbärtige Mann (« L'Homme à la barbe d'or »), elle a été reprise, traduite en anglais (The Gold-Bearded Man), par Andrew Lang dans The Crimson Fairy Book (1903). Elisabet Sklarek mentionne dans son avant-propos un lien entre l'homme à la barbe d'or et le « roi des fleurs » (Blumenkönig) roumain, thème qui selon elle se rattache aux contes antiques évoquant les âmes des arbres.

### Mongols
Un passage de l’Histoire secrète des Mongols, première œuvre littéraire de la culture mongole, attribue à Gengis Khan cette description de quatre de ses généraux :

« Ce sont les Quatre Chiens de Temoudjin. Ils ont des fronts de bronze, leurs mâchoires sont pareilles à des ciseaux, leurs langues telles des poinçons, leurs têtes sont de fer, leurs queues fouettent comme des épées... Le jour de la bataille, ils dévorent la chair de leurs ennemis. Voyez, ils sont à présent lâchés, et ils bavent de joie. Ces quatre chiens sont Djebé, Koublaï, Djelmé et Subötaï. »

— L'Histoire secrète des Mongols.

### Postérité
- Une nouvelle de Nikolaï Leskov, (ru) Бесстыдник (Besstydnik, « L'Homme sans vergogne »), publiée en 1890, a porté le titre initial de Mednyï lob.
- L'auteure britannique (en) Ruth Manning-Sanders a réutilisé une version de Front-de-cuivre dans A Book of Monsters (1975).
- Des réminiscences  de ce conte figurent dans une bande dessinée de Nikita Mandryka, À la poursuite du broutchlag mordoré (1982)[64].